# Porsche Mission E
La Porsche Mission E(lectric) è una vettura concettuale sviluppata dalla casa automobilistica Porsche, e presentata per la prima volta al salone dell'automobile di Francoforte del settembre 2015. Il progetto industriale definitivo è avvenuto nel 2019 con la presentazione della Porsche Taycan.

## Contesto

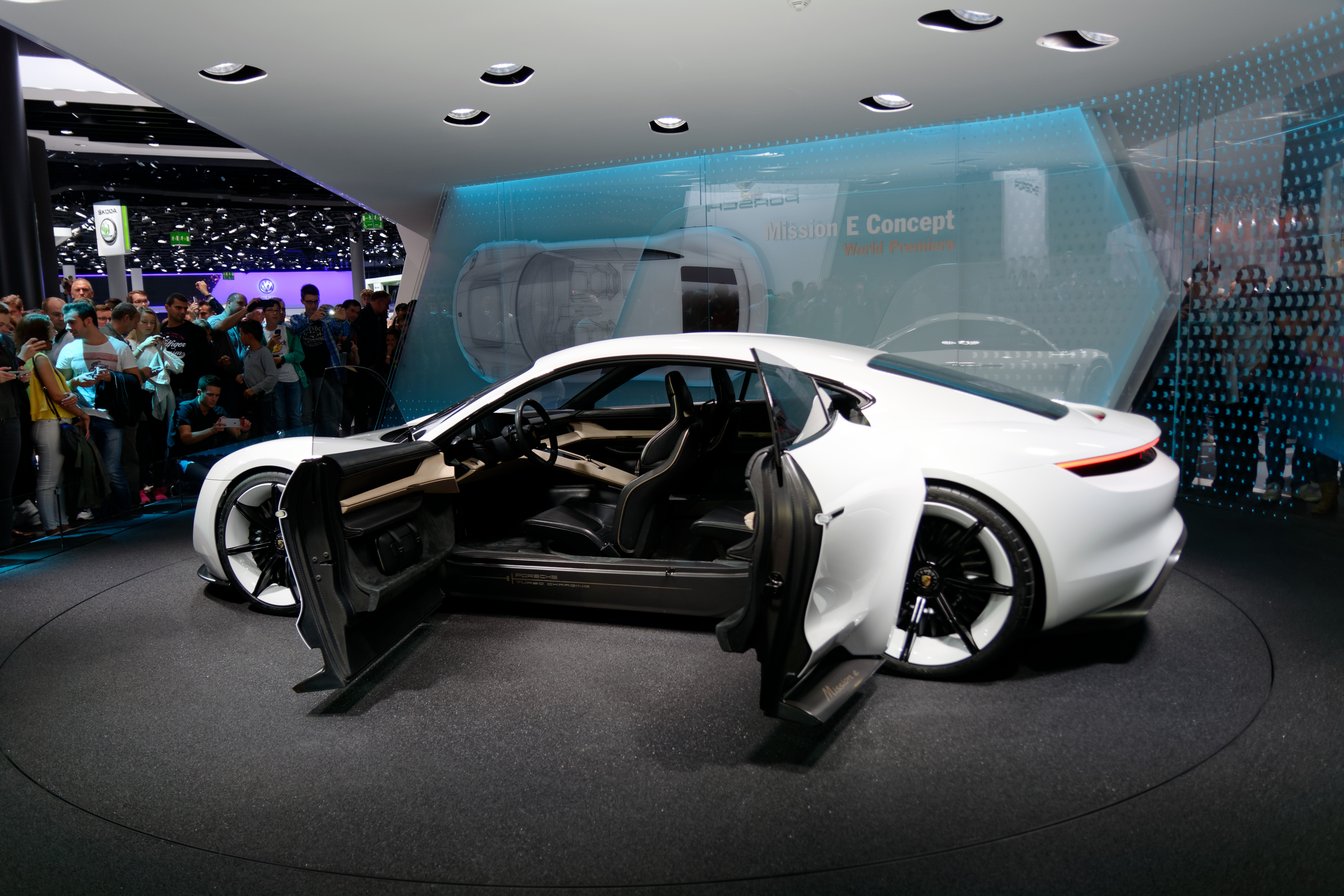
Dettaglio dell'apertura "ad armadio" delle portiere

Si tratta di una Berlina aerodinamica a 4 porte, con configurazione 4+4. Costituisce la prima vera auto elettrica del marchio, dotata di trazione integrale e della sterzata sulle quattro ruote.
Il corpo vettura è costituito da elementi in alluminio, in acciaio e in plastica, rinforzata con fibra di carbonio. Per i cerchioni si è scelto il carbonio e un diametro standard di 21 pollici davanti, e da 22 pollici dietro. 
Le batterie al litio sono collocate sotto al pavimento del veicolo, tra la parte anteriore e posteriore, per abbassare il baricentro, dato il peso.
Il posto guida integra nuove tecnologie; gli strumenti di bordo hanno schermo a diodi organici, e la navigazione nel menu grafico avviene tramite un sistema di oculometria, ovvero grazie ad una telecamera che segue gli occhi del conducente che individuano il punto in cui si guarda per attivare le varie funzioni e gli strumenti della vettura. Il conducente poi convalida il comando ovvero l'input dato con la semplice pressione di un pulsante sul volante. 
Gli specchietti retrovisori non ci sono: sono sostituiti da telecamere.
È alimentata da due motori elettrici indipendenti: uno per l'asse anteriore, e uno per quella posteriore, con una potenza elettrica complessiva di 600 CV (440 kW).
Secondo quanto dichiarato dalla casa, il valore standard 0-100 km/h è di 3,5 secondi, mentre la misura di tempo standard 0 a 200 km/h è di 12 secondi. Raggiunge i 250 km/h di velocità massima. Ha una autonomia di 500 km, con batterie ricaricabili all'80% in 15 minuti grazie al sistema di ricarica Porsche Turbo che sfrutta una tecnologia da 800 Volt, il doppio di quella delle auto elettriche contemporanee. Le batterie possono anche essere caricate tramite induzione attraverso un dispositivo che sarà installato sotto il pavimento del garage.
Il tasso di produzione del modello per il 2020 è stimato preliminarmente dai 15.000 ai 20.000 esemplari.
Durante il Festival Internazionale dell'Automobile di Parigi, la giuria le ha assegnato il premio di "più bella Concept Car dell'anno".